# A1 (Croacia)
La autopista A1 (en croata: Autocesta A1) se extiende por 480.55 kilómetros y es un corredor entre las regiones de Zagreb, Bosiljevo, Split y Dubrovnik, que forma parte de la llamada autopista adriático-jónica. Se le considera la autopista más importante del país y conecta ciudades como Zagreb, Karlovac, Gospić, Zadar, Šibenik, Split y Ploče. También se le conoce con los nombres de Dalmatina y Croatica.
Consta de dos porciones administradas por distintas organizaciones estatales: 415.30 kilómetros de la ruta Bosiljevo 2, Split y Dubrovnik a cargo de Hrvatske autoceste y 65.25 kilómetros de Bosiljevo 2 a Zagreb en manos de Autocesta Rijeka – Zagreb, para un total de 480.55 kilómetros en funcionamiento al 31 de diciembre de 2018. El proyecto lo planteó por vez primera el académico Josip Roglić en 1961, con el objetivo de construir una vialidad que conectara la ciudad de Split y la capital, Zagreb. Diez años después, uno de sus principales impulsores fue Jakša Milicic, que en ese entonces se desempeñaba como alcalde de Split. No obstante, fue hasta 1974 que se inauguró la primera porción de la autopista: 38 kilómetros entre Zagreb y Karlovac.
Esa porción se mantuvo como una de las pocas autopistas en el país, junto con la A3, hasta la independencia de Croacia en 1991. Posteriormente, se construyeron e inauguraron nuevas porciones de la vialidad, como dieciocho kilómetros de Karlovac a Vukova Gorica en 2001, 37 kilómetros entre Dugopolje y Šestanovac en 2007 —inaugurada por el primer ministro, Ivo Sanader; construida en una zona montañosa, por lo que requirió trece estructuras, entre puentes, viaductos y túneles— y 16.1 kilómetros de Vrgorac–intersección Ploče–estación de peaje Karamatići en diciembre de 2013, que tiene conexión con otras autopistas como la A10 y la estatal D8. Además por el tipo de terreno, se construyeron quince estructuras, entre pasos a desnivel, viaductos y túneles.
Comienza en el entronque vial Lučko, sigue al sur hacia Karlovac y al intercambiador Bosiljevo 2, donde se conecta con la autopista A6. La ruta continúa hacia otras ciudades, como Gospić, Šibenik y Split, hasta alcanzar Ploče y Metković. La construcción de esta vialidad de alta capacidad ayudó a resolver el problema de conexión del Condado de Split-Dalmacia con Zagreb. Su mayor porción se construyó en seis años y a un costo de tres mil millones de euros, además se le llegó a considerar un «orgullo nacional». Es también una autopista de peaje, cuyo pago se hace con base en la distancia recorrida entre casetas y en la categoría del vehículo.
La A1 da acceso o salidas a diversas lugares, como el Centro Olímpico de Bjelolasica, el parque nacional Sjeverni Velebit, el Monasterio de Visovac, Karlobag, el parque nacional de Telašćica, el lago Vrana y algunos sitios declarados Patrimonio de la Humanidad, como Trogir, el Palacio de Diocleciano o la Catedral de Santiago de Šibenik.